# Baumannbülbül
Der Baumannbülbül (Phyllastrephus baumanni, Syn.: Phyllastrephus eberneus) ist eine Vogelart aus der Familie der Bülbüls (Pycnonotidae).
Die Art wurde mitunter als konspezifisch mit dem Torobülbül (Phyllastrephus hypochloris) angesehen.

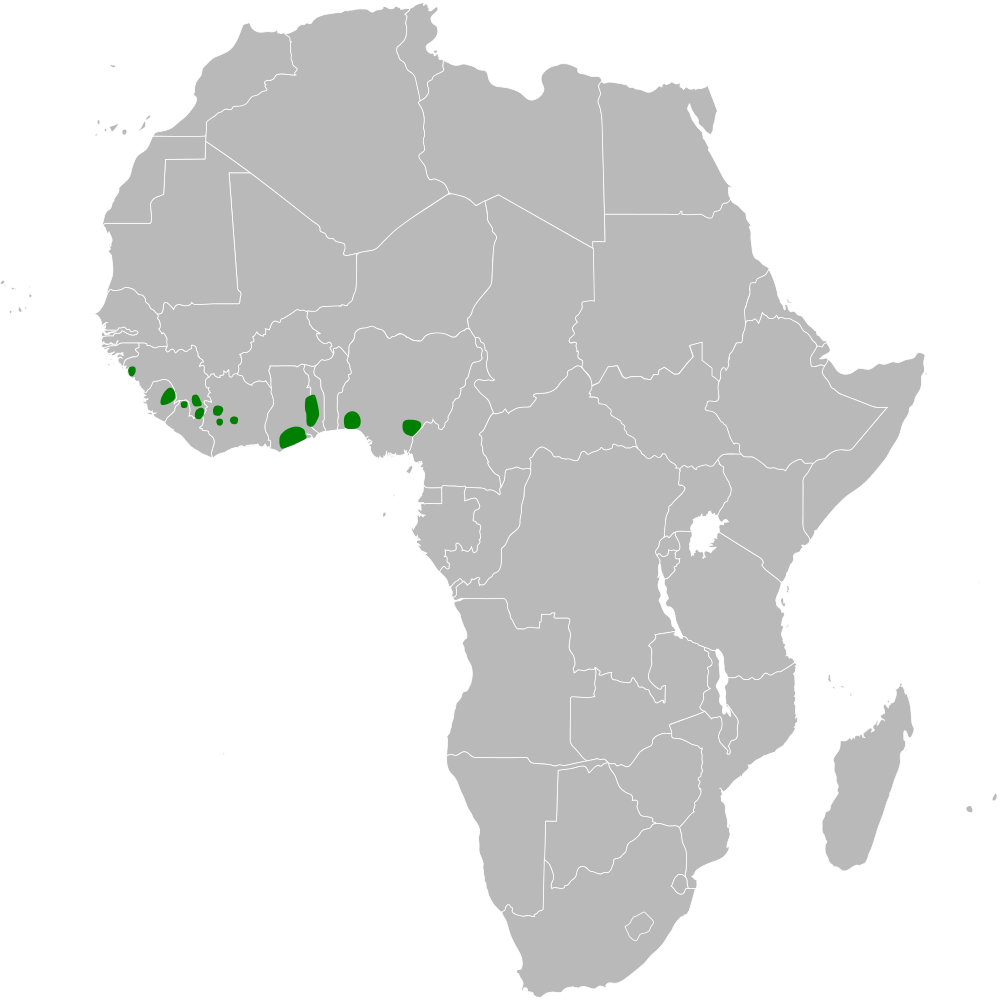
Verbreitungsgebiet des Baumannbülbüls

Der Vogel kommt in Westafrika von Guinea und Sierra Leone bis Südostnigeria und angrenzendes Kamerun vor.
Der Lebensraum umfasst tropischen oder subtropischen Tieflandwald und feuchte baumbestandene Savanne meist von 500–1100 m Höhe, aber auch in niedrigeren Höhenlagen Galeriewald und Dickicht.
Der Artzusatz bezieht sich auf Ernst Baumann (1871–1895).
Dieser Vogel ist vermutlich ein Standvogel.

## Merkmale
Der Vogel ist etwa 18 cm groß, das Männchen wiegt 27–33, das Weibchen 23–27 g, ein mittelgroßer Bülbül mit kräftigem Schnabel und wenig Kennzeichen. Die Kopfseiten sind grau-braun, die Oberseite insgesamt dunkel oliv-braun mit angedeutetem dunkleren Augenstrich von den Zügeln bis hinter die Ohrdecken; Bürzel, Oberschwanzdecken und Schwanz sind rötlich-braun. Die Unterseite ist blass olive-grau, eventuell an der Brust etwas bräunlich überhaucht. Die Iris ist dunkelbraun, gelb-braun oder rötlich, der Schnabel ist dunkelbraun oben, grau-hornfarben unten mit blassen Schnabelkanten. Die Beine sind grünlich.
Die Geschlechter unterscheiden sich nicht, Weibchen sind etwas kleiner.
Der Vogel ist im Unterwuchs leicht mit dem Grünbülbül (Eurillas virens) zu verwechseln, der dunkler und oben grauer ist, einen dunkleren weniger rotbraunen Schwanz hat, unten olivbraun mit rötlichen Flügeln ist und auch einen 2 farbigen deutlich längeren Schnabel hat.
Verwechslung ist auch möglich mit dem Schuppenstirnbülbül (Phyllastrephus albigularis), von dem die Art sich durch den braunen, nicht grauen Kopf, die olivbraune, nicht olivgrüne Oberseite, durch die fehlende abgesetzte Kehle, und die Gelbtöne unten sowie durch die dunklen, nicht blassen Augen unterscheidet.
Die Art ist monotypisch und schließt den Liberian Greenbul (Phyllastrephus leucolepis) mit ein, der als Gefiedervariante angesehen wird.

## Stimme
Die Lautäußerungen werden als Folge von „week“ oder „wik“, auch als „cherrrr“ beschrieben, der Gesang besteht aus 2–4 ansteigenden nasalen Lauten „whu whee wheew“.

## Lebensweise
Die Nahrung besteht vermutlich aus Insekten, die paarweise oder in kleinen Gruppen, gern auch in gemischten Jagdgemeinschaften gesucht werden, bevorzugt in Erdbodennähe.
Über die Brutzeit ist nichts bekannt.

## Gefährdungssituation
Der Bestand gilt als „nicht gefährdet“ (Least Concern).